# 迈克尔·汉德尔
迈克尔·汉德尔是一位美国数学家，专攻几何群论，1971年毕业于布兰戴斯大学 ，1975年在加州大學柏克萊分校获得博士学位，导师羅比恩·卡比 ，现任职于纽约市立大学，1984年获斯隆奖，2014年当选美國數學學會会士